# Coniopteryx tucumana
Coniopteryx tucumana är en insektsart som beskrevs av Navás 1930. Coniopteryx tucumana ingår i släktet Coniopteryx och familjen vaxsländor. Inga underarter finns listade i Catalogue of Life.